# Ahe (atollo)
Ahe è un atollo nell'arcipelago delle isole Tuamotu nella Polinesia francese. Fa parte del comune di Manihi. La sua laguna si estende su una superficie di 138 km².
Ahe fu l'ultimo atollo delle Tuamotu ad essere scoperta da Charles Wilkes il 6 settembre 1839.
Geograficamente fa parte delle Isole del Re Giorgio (in francese:Îles du Roi Georges; in inglese: King George Isole), che comprende anche gli atolli di Manihi, Takapoto, e Takaroa.
Una pista d'atterraggio (codice AITA: AHE) è stata costruita dall'esercito francese nel 1997.